# Otton I Wittelsbach
Otton I (ur. 1 czerwca 1815 w Salzburgu, zm. 26 lipca 1867 w Bambergu) – pierwszy król niepodległej Grecji 1832–1862, syn króla Bawarii – Ludwika I Wittelsbacha i Teresy von Sachsen-Hildburghausen. Jego żoną była Amelia Oldenburg.
Osadzony na tronie przez mocarstwa europejskie (Wielką Brytanię, Francję i Rosję) w wyniku ustaleń konferencji londyńskiej w sprawie Grecji 1827–1832. W 1862 roku został zdetronizowany w wyniku puczu wojskowego, popartego przez parlament.
Najwyższy Order Zwiastowania Najświętszej Marii Panny (Order Annuncjaty) nadany mu został w 1845 przez  króla Sardynii Karola Alberta.